# Apis mellifera ligustica
L'ape italiana o ape ligustica (Apis mellifera ligustica Spinola, 1806) è una sottospecie dell'ape mellifera (Apis mellifera).

## Le origini
L'ape ligustica è originaria dell'Italia. Questa sottospecie si è formata sopravvivendo all'era delle glaciazioni come le sottospecie geneticamente differenti della Spagna e della Sicilia. È la sottospecie più diffusa al mondo tra le api mellifere, per l'apprezzamento che ha tra gli apicoltori, in quanto ha dimostrato di essere adattabile alla maggior parte dei climi dal subtropicale al temperato, anche se ha dimostrato un minor adattamento ai climi umidi tropicali.
Le api italiane si sono evolute nel caldo clima mediterraneo; possono sopportare i duri inverni europei e le fresche e umide primavere delle latitudini più a Nord. Consumano una notevole quantità di riserve in inverno. La tendenza alla covata in autunno aumenta il consumo di miele.
Essendosi evoluta in Italia in una posizione geografica che favorisce la crescita di una vasta gamma di piante nettarifere e povera di predatori di miele, l'ape italiana è tendenzialmente docile e molto laboriosa.

## Rischio di estinzione
La FAI-Federazione Apicoltori Italiani ha provocatoriamente dichiarato che vi sono molti motivi per ritenere che l'ape italiana sia a rischio di estinzione, così come altre sottospecie di ape mellifera. Sebbene possa apparire strano pensare al rischio di estinzione per un animale che viene allevato con successo da secoli ed è la sottospecie più diffusa al mondo, è in corso una moria estremamente preoccupante e sempre più spesso il numero di api nate non supera quello delle api morte. Le ragioni per considerare a rischio questo animale sono numerose; fra queste l'introduzione di nuove specie "spurie" e, si sospetta, i trattamenti insetticidi a base di imidacloprid, prodotto già bandito in Francia dal 2002. 

## Anatomia
- Colore: l'addome tende a essere castano e le righe dorate.
- Dimensioni: Corpo più affusolato e peli più corti rispetto all'Apis mellifera mellifera.
- Lunghezza della ligula: da 6,3 a 6,6 mm
- Indice cubitale: 2,2 a 2,5.